# 日々ロック
『日々ロック』（ひびロック）は、榎屋克優による日本の漫画作品。『週刊ヤングジャンプ』（集英社）2010年27号から2015年12号まで不定期で連載されていた。単行本は全6巻。
いじめられっ子・日々沼拓郎がバンドを組み、ロックスターを夢見て活動する姿を描く。キャッチコピーは「世界一カッコ悪いロックスター伝説」。作中のライブシーンにおいては作者の作詞した歌詞が主人公によって歌われる。
『週刊ヤングジャンプ』2014年14号において、入江悠監督：野村周平主演による実写映画化が発表され、2014年に映画化作品が公開された。

## あらすじ
高校3年生の日々沼拓郎は勉強もスポーツもできないいじめられっ子であるが、彼には唯一、ロックが残っていた。拓郎は音楽を通してさまざまな経験をし、ロックスターとして成長していく。

## 登場人物

### ザ・ロックンロールブラザーズ
日々沼 拓郎（ひびぬま たくろう）
初登場時高校3年生。勉強もスポーツも出来ないいじめられっ子。音楽だけを感情の吐き出す場所にしており、「日々ロック」の名でライブハウスでライブを行っているものの、当初は観客もほとんどおらず、反応も冷ややかだった。演奏中に興奮すると局部を露出する癖がある（上京後に脱ぎ癖は収まりかけ、脱がなくてもライブを完奏出来るようになったが、それでもたまに脱いでしまう）。文化祭のライブに出場するため草壁に誘われ「ザ・ロックンロールブラザーズ」を結成する。ボーカルとギター、作詞作曲を担当する。
女の子にモテるために大仏のようなパーマをかけているが、のちにストレートヘアーに戻す。
ライブハウス・モンスターGOGOにお笑い部門と間違われたままステージに立ち、当初は歌も演奏技術もまったく評価されなかったものの、町子やライバルの存在で徐々に実力と評価を上げていく。
草壁まもる（くさかべ まもる）
ザ・ロックンロールブラザーズのリーダーで、ベース担当。 日々沼とともにクラスでいじめられていた。家は金持ちでスタジオも完備されている。学園祭ライブ時に片思いの相手をレイプした不良の浜橋への復讐として体育館をショベルカーで崩壊させ、少年院へ入ることになる。
復帰後はベースの練習もせず自堕落に過ごし日々沼と依田との差は開くばかりであったが、月光ライダースの一件で仲間の大切さを知り、真面目に練習するようになる。
演奏よりもパフォーマンスを重視する目立ちたがり屋で良くも悪くもバンド内のトラブルメーカーであり、横暴な態度や発言が目立つも根が小心者で臆病なため、美女や強いものにはめっぽう弱い。
咲に想いを寄せており、作中では咲への想いを描いた草壁が作詞した曲が登場する。
依田 明（よだ あきら）
ザ・ロックンロールブラザーズのドラム担当。日々沼とは同学年。バンド内で最も冷静な判断が下せる常識人。以前からドラムを演っていたが、とある理由から音楽を封印する事を己に課していた。そのためドラムスを探していた拓郎にバンド参加を頼まれるも、当初は頑なに拒否していた。 その後、拓郎の「ロック」に触れ、心強い仲間となる。
ドラムは初めて聞いた拓郎と草壁が見惚れるほどの腕前であり、一時期仲違いし日々沼と解散状態にあった際、他のバンドからスカウトを受けたこともある。
モンスターGOGOのアルバイト、果歩と同棲中。

### 音楽関係者及び協力者
宇田川 咲（うたがわ さき）
第3部にて登場。ザ・ロックンロールブラザーズの草壁復帰後初のライブで、日々沼たちの前に突如現れた女性。ザ・ロックンロールブラザーズの曲を好んで聴いており、ほぼすべての曲の演奏もできる。しかし草壁のベースの腕があまりにもひどかったためライブに乱入、草壁を瓶で殴る。非常に上昇志向やプロ意識が高く、目の前の物事に常に全力を尽くす。
路上ライブでの人気も高く、目立つための派手なメイクやルックスもあり大手レコード会社の目に留まり、プロデューサー・風間とともにプロミュージシャンを目指す。
松本 猛（まつもと たけし）
第2部にて登場。ロックバンドの聖地と呼ばれる高円寺のライブハウス「モンスターGOGO」の店長。ドレッドヘアにサングラスという風貌。日々沼たちの送ったデモテープをお笑い部門と勘違いしステージに立たせてしまう。当初は日々沼たちの演奏力の低さに呆れ酷評するも、日々沼の音楽に対する姿勢や成長を認めていくようになる。
口が悪くすぐに手を出すため恐れられているが、アルバイトの果歩曰く悪い人ではない。
憎まれ口をたたきながらもザ・ロックンロールブラザーズのバックアップを行っており、日々沼たちにとっての恩人である。
しげ
第3部にて登場。インディーズレーベル「キャロルレコード」の代表。スタッフが一人のため営業やエンジニアも務める。店長の友人であり、数々のバンドを世に出している敏腕プロデューサーでもある。幼少から体が弱く現在も様々な病気持ち。店長の紹介でザ・ロックンロールブラザーズのアルバムを制作することになる。
温和で優しい性格だが、レコーディングの際には一切妥協を許さないスパルタに豹変する。
矢沢永吉に影響を受けており、彼の曲を聴くと、乗り移ったように人格が変わる。

### 犬レイプ
犬飼 佑一郎（いぬかい ゆういちろう）
ボーカル、ギターを担当。初期より日々ロックを買っており、良き理解者。高校時代はひきこもり。第1部の2話で鬼太郎が突然いなくなった際、別の犬（キャロル）を使用した事で蛮勇組の部下に犬レイプと日々沼に暴力を振るわれるが、日々沼が披露したタイムマシンベイベーを聴いた際は彼を評価した。第2部ではレコーディングの際、タンバリンで参加し、光森と共に彼らの無料配布の作業をしていた。
光森 光一（ひかりもり こういち）
ベース担当。冷静な常識人。高校時代はひきこもりだったが、犬飼が持ってきたクラッシュの「白い暴動」を聴きロックに目覚め、犬飼とバンドを組む。犬飼と同じくザ・ロックンロールブラザーズの理解者。当初は日々沼のライブ中に下半身を露出の事を軽く思っていなかったが、日々沼が蛮勇組の事務所の中でタイムマシンベイベーを披露した際は彼を認めた。第2部では草壁が少年院に入れられており、彼の代わりにサポートベースとしてレコーディングに参加した。
象徴さん
42歳の無職で楽器も出来ないが、バンドの「象徴」としてパフォーマンスしている。本名は「金子亮介（かねこ りょうすけ）」。福岡県出身。
犬レイプのドラマー
犬レイプのドラマー。メンバーの中では本名は不明。犬飼と光森同様、ザ・ロックンロールブラザーズの理解者。2話で目を離した隙に鬼太郎がいなくなり、犬飼達と日々沼と探していた。別の犬を使用した事で蛮勇組に拉致されるも、日々沼が披露したタイムマシンベイベーを聴いてそれ以降、彼の理解者となった。
鬼太郎君
犬レイプのメンバーであり、象徴さんに抱えられてライブをしている。第2部で亡くなっており、犬飼は彼の遺灰を東京へ持っていき、東京タワーを眺めると約束していた。第3部の表紙カバーのスペシャルサンクスに鬼太郎君の名前が書かれている。

### ザ・ランゴリアーズ
あつし
ボーカル担当。ミック・ジャガーのような動きが特徴のバンドのフロントマン。当初はザ・ロックンロールブラザーズを軽視し馬鹿にしていたが、CD売上勝負でザ・ロックンロールブラザーズに敗北した後は日々沼たちと飲みに行くようになるなど、良き理解者になる。
性格は真っ直ぐであり、曲がったことを嫌う。そのため、CD勝負で負けたにも関わらず自ら言い出した罰ゲームを行わなかった親ノ介をバンドから脱退させる。
親ノ介（しんのすけ）
ギター担当。ギターの演奏力は高く、長髪で笑みを絶やさない男前。しかしファンレターや差し入れをゴミ扱いし、交際していた町子がいじめられるようになると別人のように冷たくなり口を利かなくなるなど、性格は悪い。
日々沼たちとの勝負では、ザ・ロックンロールブラザーズのライブが予想以上に盛り上がってしまい妨害を試みるも店長に阻止され、結果は敗北。しかし言い訳を続け約束を守らなかったため、あつしにバンドをやめさせられる。
新庄(しんじょう)
ザ・ランゴリアーズのボーカル担当で実写版のみ登場。ナルシストの様な喋り方と仕草が特徴で日々沼の事を「ひび」と呼び彼を恋愛のアドバイスをしていた。しかし、原作に登場した信ノ介と同様、町子に手を出したり、ザ・ロックンロールブラザーズを軽視し売上勝負で彼らのライブが終わった後にザ・ロックンロールブラザーズをザ・ロックンロールシスターズと馬鹿にしていた。原作と同様、日々沼たちとの勝負では、ザ・ロックンロールブラザーズのライブが予想以上に盛り上がってしまいライブハウスが揺れる程だった。結果、ザ・ロックンロールブラザーズに敗北してしまい、メンバーとファンと共にライブハウスを後にした。

### 月光ライダース
ジミー
ボーカル、ギター担当。革ジャンにサングラスとう出で立ちで、年齢は30代後半。
会うたびに日々沼や後輩バンドに食事を奢る良い兄貴分。趣味はバイク。タローがバイク事故で植物人間状態になり、既存のメンバー以外でバンドを続けることを拒んでいたが、日々沼の熱いメッセージに触発され、バンドの再始動を決意する。ザ・ロックンロールブラザーズのアルバムの帯にコメントを寄せている。第3部の表紙カバーのスペシャルサンクスに彼の名前が書かれている。
タロー
月光ライダーズのメンバーでベース担当。1年前バイク事故で植物状態となっている。タローが17歳の時、ジミーにバイクの乗り方を教えられ、その同時に彼にバンドを誘われた。だが、彼の母親はジミーの事を良く思っておらず、それどころか彼を邪険としていた。バンド復帰後に自堕落な生活を送っていた草壁はこの一件で仲間の大切さを知り、真面目に練習するようになる。第3部の22話では植物状態になる前の姿でライブしていた。コミックスのおまけでは月光ライダーズのメンバーと彼の姿が描かれている。
ボブ
第3部の27話に月光ライダーズのメンバーでタローの代わりに加入したベーシスト。メンバーの中では唯一の黒人男性。スキンヘッドで頭に傷がある。第6部で久々に登場し、草壁の尻の中にタバスコを入れられた際は大爆笑していた。
キッド
月光ライダーズのドラマーで丸いサングラスに少し長い髪型が特徴。メンバーの中では喫煙者。

### DICE RIOT
MARE（マレ）
熱狂的なファンの多い人気バンド、DICE RIOTのリーダーでギタリスト兼ヴォーカリスト。本名、岡林麻礼（おかばやし　まれ）。所謂二世アーティストで、父親もアーティスト。アーティストとしての実力は勿論、カリスマ性溢れた言動で世間を賑わしている。
同業者に対しては、良い所は素直に良いと言うものの、極度の才能至上主義者で、本人いわく自らのような「神に選ばれた人間」しか音楽をやる資格はないと考えており、自分より才能が劣っているミュージシャンには極度に冷たい。
アメリカのロックフェス「レッドベリーフェス」に憧れており、アメリカツアー中にひょんなことから参加が決まったザ・ロックンロールブラザーズに激しい嫉妬の感情を抱き、憎んでいるが、表面上は友好的に接している。
KEN（ケン）
じゅんぺえ

### 栄鳶高校の学生と教師
浜橋 飛馬（はまはし）
日々沼たちの高校生3年間を暴虐の限りを尽くし、地獄に染めたヤンキーでいじめっ子。軽音楽部の部長で「ザ・ダーティー・チューリップス」というバンドを組んでいた。草壁の片思い相手をレイプしたことを因縁に、本気で殺意を抱かれ、文化祭でショベルカーで襲撃される。この時、日々沼の演奏を妨害し反撃された後、逆上し日々沼を殺害しようとしていた。ショベルカーで襲撃された時の負傷具合は不明。傷害、殺人未遂の容疑が充分浜橋にもかかる（観客である他の生徒の前で日々沼を殺そうとしていた）が、逮捕はされなかった。
第4部で再登場。保険会社に就職しており日々沼たちにも以前と変わらぬ態度で接していたが、実は会社では仕事が出来ずパワハラを受けている。酒の席で浜橋をいじめる上司を咎めた日々沼が暴行を受けた際は日々沼をかばい、実は彼の活躍を以前から知って応援しており、自分たちの期待の星だと明かす。その場で日々沼からもらった応援歌に感謝の言葉を述べ、会社で生まれ変わることを誓う。
町田 町子（まちだ まちこ）
第2部にて登場。日々沼と同じ高校に通う高校三年生で、のちに京都の芸大に進学する。日々沼と依田のライブによく足を運んでいた、日々沼が恋心を抱いていた女性。日々沼の東京行きを決意させるなど、第2部でキーパーソンとなっていた人物。日々沼のライブを見るため上京した際、引っ越す前の仙台の高校で付き合っていた元カレ、親ノ介と再会するが、会ったその日にラブホテルに連れ込まれ暴行されかかるが、親ノ介の証言によると途中で逃げることが出来た模様。
しかし、再開したことで親ノ介への想いが蘇り、最終的には日々沼を振ってしまう形となった。
長谷川 秋子(はせがわ あきこ)
第1部にて登場。日々沼と同じ高校に通う同級生で、日々沼が思いを寄せている女子高生。日々沼からライブをチケットを渡されるが、破り捨ててゴミ箱に捨てていた。一方クリスマスの日に恋人とデートをしていた途中で下半身を出して暴れていた日々沼を見て絶句した。
男子生徒
第1部に登場した男子生徒。本名は不明。日々沼と草壁と同じく浜橋にいじめられている。浜橋にいじめられた後「こういう時に良く思うことがある。過去には戻れないんだ」という一言で日々沼がタイムマシーンベイベーを作るきっかけとなった。
金子
第1部で登場。部活は無線部。ドラム探しが難航した時に草壁の紹介で初心者ながらドラムをやる事になった。しかし、日々沼は「依田くんじゃないと意味がない」と拒否をした。翌日、自信の母にバンドの件で激しく激怒された彼はロックに興味ないと放ち走り去った。
小川(おがわ)
日々沼のクラスの担任。普段は眼鏡をかけているが、その正体はエレクトリックフラワーガールのギターボーカルのナンシー。光森曰く、ナンシーは大学生の頃、タイで睾丸を摘出したと噂があるという。女装をしている理由は昔からの趣味でナンシー本人の生き甲斐である。三者面談で日々沼に将来の話しを伺った際は日々沼が八百屋を継ぐと嘘を見抜いており、「本当のこもだけをやるんだ」と放った後、彼にウィンクをした。第８話では学園祭に出れなくなった草壁の代わりにナンシーとしてサポートベースとして参加した。草壁が体育館にショベルカーで破壊をした際、小川がオカマであるとバレてしまい転勤になってしまった。第3部の表紙カバーのスペシャルサンクスにナンシーの名前が書かれている。

### 商店街の人々
日々沼の両親
日々沼の両親で実家は商店街の日々沼青果店を営んでいる。父親はやや厳格な性格で母親はどこかおっとりした性格をしている。第一部で学校の三者面談で日々沼と母親と小川と話していた後に日々沼は八百屋を次ぐ気はなく母親の前で「つぐ気はねぇ」を披露した。
TERUHIKO(テルヒコ)
第4部に登場。商店街の魚屋に住むヒップホップ好きの青年。MC TERUHIKOと名乗っているが、魚屋の店名がやまもとであるため、本名は山本てるひこ(下の漢字は不明)。中学生の頃、さちこというウサギを飼っていたが、交通事故でなくなり、更に彼の父親が「別の動物を飼えば良い」という発言が原因で中学へ通わず4年間引きこもりを続けていた。趣味はパソコンで自分の動画をYouTubeで公開している。パソコンでザ・ロックンロールブラザーズを聴いていたが、彼らの曲をラップで酷評しているが、ラップとロックは黒人音楽から始めている事は認めている模様。引きこもりをやりつつも、自信の部屋の中で資本主義の腐った世界をラップで壊し愛と平和に満ち溢れた世界にしようとしている。商店街が潰れる寸前に日々沼はTERUHIKOと二人でイメージソングを作ろうとしたが、3週間経ってもやり取りできなかった。だが、部屋から出で商店街の会場に訪れたTERUHIKOは「ハッピー商店街のテーマ～ARE YOU READY？～」を全員の前で発表。しかし、商店街の住人達がTERUHIKOのラップを聴いて酷評し、100円ショップを経営している春子の父を怒らせたが、彼のラップで酷評した。TERUHIKOは外に出る事ができた事を日々沼に感謝した。
青井 春子（あおいはるこ）
商店街にある100円ショップを経営する父親の娘。18歳の高校3年生。幼い頃から耳が不自由。会話の際はメモで筆談する。会話ができない訳ではないが、草壁がテレビ出演した宇田川を観てチャンネルを変えた際は怒号を上げていた。宇田川に憧れており、ライク・ア・ドリームに出演した日々沼に宇田川の話しをしていた。元々は音楽に興味はなかったものの、テレビで宇田川の姿を観てから憧れを持つようになった。将来の夢はデザイナーとして上京。彼女ノートにはデザイナーになる為にイラストを描いていた。日々沼に東京でライブの誘いをした際、単独で東京へ行き、雨の中でモンスターGOGOへ到着するが、足をくじき、目の前にいた宇田川に手を差し伸べられた。春子はザ・ロックンロールブラザーズのライブに足を運び、集客に殴られながらも日々沼の手話で前へと進んだ。第5部では日々沼に手紙を送り、高校卒業後、彼女のデザイナーの夢、日々沼への感謝の手紙を書いた。第6部の最終話では客として登場し、ザ・ロックンロールブラザーズにエールを送った。第4部のおまけでは彼女が学校へ行く姿を見る事ができる。
春子の父
春子の父親で100円ショップを経営している。大らかな性格で新人の日々沼に歓迎し、彼に春子を紹介した。商店街の集会に訪れた時にTERUHIKOが披露したハッピー商店街のテーマ〜ARE YOU READY？〜を聴いた際は激しく激怒し、彼に酷評されショックを受けた。日々沼が春子にライブの誘いをした際は激しく激怒し、彼をクビにした。一方で春子の事を心配し、上京してデザイナーになる夢を聞いた際は心配するなど父親らしい一面を持つ。しかし、春子が単独で東京へ行った事を知った時はショックを受け、涙を流した。コンビニに訪れたTERUHIKOにジュースを差し出されるが、彼を殴り付けた。第5部では再び登場し、春子と高校の卒業式で写真に写っていた。

### その他
川崎 果歩（かわさき かほ）
第2部にて登場。普段はモンスターGOGOでアルバイトをしている。22歳。大学生。趣味は読書と水泳。好きなバンドはエレファントカシマシ、真心ブラザーズ、T-REX。ザ・ロックンロールブラザーズのメンバー依田に好意を持ち同棲中。
風間 泉(かざま いずみ)
実写版に登場。咲の音楽プロデューサー。咲にザ・ロックンロール・ブラザーズの演奏を聴いてほしいと依頼されライブハウスへ訪れるが、反応は冷たく「歌詞はありきたり、テクニックは三流」と彼らを酷評し、「咲には近づかないでくれる」と釘を刺した。咲が病を患っていたと知った際、松本に対し激怒していた。物語終盤、ザ・ロックンロール・ブラザーズが大雨の中で病院の屋上で彼らの演奏を聴き、彼らの演奏を聴いていた。
藤野(ふじの)
日々沼の弾き語り仲間の中年男性。日々沼と同じくモテなくて、弱々しい男性だが、日々沼曰く、ギターを持つと良い曲を歌うという持ち主。クリスマスの日に日々沼と弾き語りをしていた矢先に一人の女性に話しかけられ、彼一人で日々沼をおいてその女性（ユキ）と付き合うことになった。第2部の一部のシーンで弾き語りの最中にヤンキーに殴られた際は折れない姿を見せていた。第6部の54話では、再び登場し、しみちゃんの店でアコースティックギターを弾いて歌っていた。最終話では、ザ・ロックンロールブラザーズを観に客として登場している。
ホームレスの男性
第1部に登場したホームレスの男性。財布を拾ったところで日々沼と出会い、金銭争いをしていた。日々沼が歌った忌野清志郎の宝くじは買わないを披露されたが、酷評した。宝くじの券を買っており、夢は宝くじで億万長者になるのが夢である模様。日々沼と２人でおばあさんに財布を返しに家まで訪れ食事をご馳走し、今まで母親にご馳走された事がなかった為、号泣していた。家を後にした男性は日々沼に感謝し、明日から働き、宝くじの券を破り捨てると宣言するが、原作のおまけでは1時間経っても破り捨てずにいた。
まゆ
第1部で登場。職業はストリッパー。日々沼にとって初めての初恋相手である。出身は広島でホストをしていた恋人がおり、その恋人がホストで失敗してしまい借金を作っしてまい、彼女はストリップショーで生計を立てている。日々沼、犬レイプとトランプのジョーカーを引いた者はまゆの陰部を舐めるというパフォーマンスがあり、日々沼はジョーカーを引いたが、ストリップショーを後にした。翌日、自分の陰部を舐めなかった日々沼に不満を抱き、二人で居酒屋で飲みに行き日々沼に自信の愚痴を開いた。それ以降、まゆは日々沼と付き合う事になった。恋人が地元でキャバクラを経営すると日々沼に話し、まゆと2人で広島へ帰郷した。まゆと付き合っていた日々沼は自信の経験談で「新幹線は早すぎる」を作るきっかけとなった。第3部の表紙カバーのスペシャルサンクスに彼女の名前が書かれている。
ジョニー
依田がかつて中学生時代にバンドでギターを弾いていた少年。依田が中学生の頃にジョニーが交通事故で他界。その事が原因で依田は引きこもりになり中学卒業後、バンドから離れた。日々沼が依田にライブハウスを誘い、彼の前で泉谷しげるの春夏秋冬を披露し、依田は走馬灯の様にジョニーとの中学生時代を思い出し、彼の隣にジョニーが現れ、「あいつ(日々沼)とやってみれば」と言い残し、日々沼が披露した春夏秋冬とジョニーが現れた事で依田はザ・ロックンロールブラザーズを加入するきっかけとなった。
蛮勇組組長
第1部に登場したヤクザの組長。迷子になったチワワ(キャロル)を無断で持っていった日々沼と犬レイプに暴力を振るった。彼らの音楽を酷評し、激怒した日々沼に不気味な笑顔をしたところで日々沼が作ったタイムマシーンベイベーを聴き、日々沼に名前を尋ねた。第８話では再び登場し、ギターを処分された日々沼にギターを渡し、敵にシマを荒らされながらも、ロックンロールブラザーズの今夜いますぐにを聴いた後、文化祭を後にした。日々沼の回想によれば、東京で敵の組みと抗争を起こし、たくさんの組員が亡くなったらしい。第3部の表紙カバーのスペシャルサンクスに蛮勇組の親分と書かれている。
妻に捨てられたボーイズ
第２部の14話に登場した酔っ払いの中年男性3人組。当初はただの飲んだくれで日々沼のライブに訪れていた。3人共名前は不明で一度も明かされていないが、唯一名前が明かされているのはゲンさんのみで、ゲンさんは「ISLAND」と書かれた帽子を被った白髪の男性。2人目はハゲ頭でメガネを掛けた長身の男性。3人目は長髪でサングラスを掛けた小柄の男性。3人共妻に捨てられ、両親が亡くなっており、日々沼の曲を聴いてから彼のファンになった。その後は一部のシーンにて登場する場面がある。第3部の表紙カバーのスペシャルサンクスに妻に捨てられたボーイズと書かれている。
風間とおる
第3部に登場。ビルレコードの代表。音楽には情熱的で咲を実力派のアーティストとして育てる。音楽に対しては厳しく、咲のバンドを厳しく指導する一面を見せる。一方、咲とは身体の関係を持っており、咲を自分の恋人にしようとしているが、ライク・ア・ドリームが辞退になった際、出演したい咲に手を出しバンドを解散させた。しかし、ライク・ア・ドリームに乱入した咲とザ・ロックンロールブラザーズに怒りを堪えながらもライブを見て風間を驚かせた。第4部の39話では、咲の才能を認め、彼女に許可もなく雑誌の仕事を入れた。未だに咲に恋人関係ではないにも関わらず、彼女に馴れ馴れしく触れ彼女に叩かれた。ザ・ロックンロールブラザーズに関しては低レベルと評しており、咲に彼らと一切関わらない事を契約した。風間はテレビ局の役員達と食事会の予定があると咲に伝えたが、咲が現れず、電話をかけたものの、彼女は無断でザ・ロックンロールブラザーズのライブへ訪れていた。第5部では、MAREがビル・レコードに現れた際は彼に敬語で話し、彼に対しては頭が上がらない模様。50話では咲が病気が悪化している事を知り、ビル・レコードに巨額の損失、自分の立場を優先していた。病院に訪れたカメラマンに入院中の咲とMAREをスクープし、2人を雑誌の表紙に上げた。その影響でDICE RIOTの日本武道館のチケットが値上げ、全国から咲のアルバムの注文が殺到。関係者にテレビやネットの情報を小出しにするなど自己中心的な行動を起こした。
大西
ビルレコードのスタッフ。風間の紹介で咲の音楽に興味を持ち、彼女にビル・レコードを紹介した。咲がライク・ア・ドリームを無断で訪れた際は彼女に才能を無駄にしたくないと伝えた。ザ・ロックンロールブラザーズがライク・ア・ドリームに訪れた時は驚きながらも、出演させてしまう。41話では、彼らしき人物がザ・ロックンロールブラザーズの客として訪れている場面がある。
しみちゃん
第３部に登場したザ・しみちゃんの女性店員。口は悪いが、料理の腕は確かでそばめしとお好み焼きが好評。とにかく安く金のないバンドマンが店の集いの場となっている。第3部の表紙カバーのスペシャルサンクスに彼女の名前が書かれている。
友美(ともみ)
第4部に登場。浜橋の友人で彼を浜橋(ハッシー)さんと呼んでいる。日々沼と草壁が路上ライブしていた時に話しかけられ友達と4人で居酒屋へ行った。浜橋が職場の先輩に無理矢理酒を飲まされた時は止める気配もなく楽しんでいた。しかし、居酒屋を出た際、日々沼に浜橋を止めなかった事を深く反省していた。
TOSHI（トシ）
DICE RIOTのファンであり、ダイサーの1人。本名は中村俊英（なかむら としひで）32歳でバツイチ。ダイス歴8年。DICE RIOTに人生を捧げている。他のダイサーからTOSHIさんと呼ばれ慕われている。TOSHIを見た日々沼は「MAREに似ているが、別人」と驚いた程。髪型やタトゥーなども彼の影響である（ただし顎髭のみは全く異なる）。幼い息子を連れてライブに訪れているが、息子はそんな彼を慕っていない（それどころか白い目で見ている）。しかし、TOSHIは息子にもいずれライブの喜びが訪れると信じているなど父親らしい一面を見せる。元々は何の取り柄のない普通の青年だったが、ラーメン屋のテレビで流れていたMAREを観て、彼を憧れ始めた。そこからMAREの様な髪型に変え、DICE RIOTの客として訪れるようになり、自身の居場所を見つけた。だが、一部のダイサーやスタッフから彼をあまり良く思われておらず、無茶な盛り上がりで怪我をし、前歯3本インプラントを入れている。それどころか離婚した元妻にライブのチケットを買っている。本物のMAREと遭遇した際は緊張しながらも、話しかけたが、彼に「空っぽな人間」と放たれた。MAREの一言で涙を流し、トレードマークのモヒカンをハサミで切った。ザ・ロックンロールブラザーズのライブの際に「自分は何故ここにいるのか？」と疑問に思っていた。ライブ中に日々沼が放った言葉でダイサーは暴動し、TOSHIはそんな彼らを観て止めようとした。日々沼がピックを落とした際は自身のインプラントをピック代わりに彼に投げ渡した。51話では、一コマのみ登場。息子と2人でライブに訪れ、その時TOSHIが着たTシャツがDICE RIOTではなく、ザ・ロックンロールブラザーズのTシャツを着ていた。第6部の58話では、再登場し、MAREが加入したバンド、アップルアディクションを観て涙を流しながら驚いていた。そこには幼い息子と母親と思われる人物がおり、息子と実家で暮らしていると思われる。
宇田川 花（うたがわ はな）
咲の姉で8歳上。パンクロックでギターボーカルをやっていた。咲が唯一憧れていた存在だった。咲と2人で音楽をやろうと約束をしていた。しかし、交通事故で他界し、咲は病室でその事を知ってしまう。花の死後、咲は花が遺したギターを手にし、練習して「花」という曲を完成した。第3部の24話にて咲の初ワンマンのフライヤーに書かれてある「くだらぬ夜にロックンロール」は花が当時、ライブで放った言葉から取っている。
穂花（ほのか）
大阪のクラブで働いている女性。DICE RIOTとザ・ロックンロールブラザーズのライブ後の打ち上げに日々沼の隣に座っていた。日々沼の事を気に入っており、彼を「日々沼っち」と呼んでいた。MAREが弾き語りをしている青年に酷評していた時は深刻な表情をしていた。MAREがアコースティックギターを川へ投げ捨てた際、日々沼が川へ飛び込み、穂花も川へ飛び込み、アコースティックギターを担ぎ、日々沼を救った。
弾き語りの青年
日々沼とMAREが大阪の街で歩いていた時に橋で路上ライブをしていた青年。MAREに大量の札束を投げつけられるが、「ギターが泣いている」と放たれ、彼に酷評される。その言葉で涙を流し、MAREにアコースティックギターを川へ投げ捨てられるが、日々沼と穂花が川へ飛び込み、アコースティックギターを拾い、2人を感謝した。50話では、上半身裸で日々沼にTシャツを渡し、彼に咲の無期限活動休止を知らせた。

## バンド
ザ・ロックンロールブラザーズ
栄鳶高校の文化祭ライブ出場を目指し、いじめられっ子同士の草壁が日々沼を誘ったのが始まり。ドラム探しが難航するも、放送部の依田を日々沼が引き入れ、スリーピースバンドとして結成する。草壁が少年院に入ったため本格的な活動は第3部に入ってから。
第2部にて日々沼と依田が衝突し解散危機になるものちに復活。第3部では草壁が復帰し、宇田川咲に刺激されながらインディーズからアルバムを出すまで成長する。若手実力派バンド限定のフェス「ライク・ア・ドリーム」に乱入し強烈なインパクトを残すも、フェス主催の大手レコード会社から圧力をかけられ、活動が制限される。しかし第4部で初のワンマンライブを行い、アメリカの「ヴェルヴェット・レコード」関係者の目に留まる。
彼らを評価する人は「コテコテだがかっこ良く聴かせるバンド」と評する。
実写版では日々沼、草壁、依田と3人でバンドを結成しており、駅前で路上ライブをしていた。
犬レイプ
犬が人間を蹂躙するというコンセプトの5人（4人に1匹）組バンド。日々沼の最初の理解者たちで、ザ・ロックンロールブラザーズとの関わりも強く、東京進出後も彼らをバックアップしている。実写版ではアコースティックバンドになっている。
ザ・ランゴリアーズ
インディーズでアルバムも出し「モンスターGOGO」でファンも多い4人組バンド。日々沼たちと同い年。第2部で町子を巡り日々沼と親ノ介が対立、ランゴリアーズのアルバム発売記念イベントでライブをし、どちらのCDが多くはけるかという勝負を行う。日々沼が勝ったら親ノ介が全裸で土下座、パイプカットをし町子に近づかない、負けたら東京追放という賭けでランゴリアーズ完全有利だったが結果は日々沼たちに敗北する。実写版では6人組のヴィジュアル系バンドになっている。
月光ライダース
日々沼やあつしの先輩バンドで、テンポの遅い曲が1曲もないスリーピースバンド。犬飼たちは高校時代のヒーローと語りファンも多いが、あつし曰く「そこまで売れてない」。公にはされていないがベースのタローが植物人間状態になっており、活動停止中であったが、日々沼たちの熱いメッセージに触れ、新メンバーを連れて復活する。バンドのキャリアは18年。
エレクトリックフラワーガール
ギターボーカルのナンシー(小川)を中心に結成されたオカマのロックバンド。光森曰く、結構前から活動しているバンドでキャリアは長く、ナンシーは遊びで音楽をやっているとのこと。
ザ・ダーティー・チューリップ
軽音学部部長の浜橋を中心に結成したロックバンド。栄鳶高校の文化祭でライブを行った。第4部では浜橋の実家の工場が倒産し、残った借金と家族を支える為にバンドを解散した。

## 用語
栄鳶高校(えいとびこうこう)
日々沼達が通っている学校。第1部の文化祭ではロックンロールブラザーズのライブ中に浜橋と喧嘩となるハプニングが起こったが、草壁が体育館にショベルカーで突撃し、崩壊した。
モンスターGOGO
松本が経営するロックバンドの聖地と呼ばれる高円寺のライブハウス。ロックバンドやお笑い芸人などジャンルを問わず出演している。ロックンロールブラザーズ、犬レイプ、ランゴリヤーズなどのバンドが出演している。映画ではロックンロールブラザーズと犬レイプがライブハウスの中で住み込みをしている。ライブハウスに訪問した風間にバンドを酷評された草壁は酒に溺れ、日々沼と依田と衝突してしまいライブハウスが全焼し、松本にライブハウスの全額弁償を要求された。
キャロルレコード
インディーズレーベル「キャロルレコード」の代表しげが経営する音楽事務所。スタッフがしげ一人のため営業やエンジニアも務め、ロックンロールブラザーズがレコーディングを開始した。
日々沼青果店(ひびぬませいかてん)
日々沼の両親が経営している八百屋。日々沼の父親曰く、代々６０年も経営しているとのこと。
ライク・ア・ドリーム
２５歳以下若手限定実力派を集めたバンドオーディションフェス。ライク・ア・ドリームで優勝したバンドはメジャーデビューのみならずCDデビューやテレビ出演などが果たせる大規模のオーディション。咲のバンドはオーディションに受かり出演する予定だったが、辞退となった。しかし、それでも出演したい思いがある咲はザ・ロックンロールブラザーズと共に乱入し、強烈なインパクトを残した。だが、ライク・ア・ドリームに乱入したザ・ロックンロールブラザーズはフェス主催の大手レコード会社から圧力をかけられた。
レコ発ライブ
しげ企画したモンスターGOGOでザ・ロックンロールブラザーズのアルバム発売のライブイベント。名付けてザ・ロックンロールブラザーズのダイナマイトナイト。当初はモンスターGOGOでレコ発ライブをやる予定だったが、ザ・ロックンロールブラザーズがライク・ア・ドリームへ乱入し、情報を聞いたファンや犬レイプや果歩や松本やしげ達がライク・ア・ドリームへ駆けつけた。

## 登場した曲
基本的に全曲日々沼が作詞・作曲を担当しているが、一度だけ草壁が作詞した曲がある。劇中、日々沼が忌野清志郎、泉谷しげる、RCサクセションをカバーする場面がある。
脳みそ
第1部に登場。日々沼がライブで披露していた曲。歌詞の内容が「てめー脳みそ見せてみろ」など激しく書かれている。実写版では原作とは歌詞がアレンジされていた。ザ・ロックンロール・ブラザーズが駅前でこの曲を披露していたが、浜橋たちに妨害され日々沼と浜橋が互いの頭蓋骨を殴り付け血まみれになると言う騒動を起こした。咲がラジオDJを行った際、自身の曲を流すはずが、ラジオの生放送中に脳みそを流していた。
クリスマスの犬畜生
第1部の1話に登場。日々沼の弾き語り仲間が女性と2人で去っていき、一人ぼっちになった時に披露した曲。その歌詞はあまりにも過激で世間の恋人たちとクリスマスに対しての不満、中には下ネタも歌われていた。一方日々沼は下半身を露出させ警察に追われながらながらタクシーに乗って海へ向かった。

## 単行本
- 榎屋克優 『日々ロック』 集英社〈ヤングジャンプ・コミックス〉、全6巻
  1. 2010年10月24日第1刷発行（10月19日発売[集 1]）、ISBN 978-4-08-879034-3
  2. 2011年7月24日第1刷発行（7月19日発売[集 2]）、ISBN 978-4-08-879173-9
  3. 2012年5月23日第1刷発行（5月18日発売[集 3]）、ISBN 978-4-08-879337-5
  4. 2013年1月23日第1刷発行（1月18日発売[集 4]）、ISBN 978-4-08-879503-4
  5. 2013年12月24日第1刷発行（12月19日発売[集 5]）、ISBN 978-4-08-879724-3
  6. 2015年3月24日第1刷発行（3月19日発売[集 6]）、ISBN 978-4-08-890130-5
- 榎屋克優 『日々ロック BOOTLEG』 集英社〈ヤングジャンプ・コミックス〉、全1巻
  - 2014年10月22日第1刷発行（10月17日発売[集 7]）、ISBN 978-4-08-890061-2

ノベライズ
- 原作:榎屋克優、著者:入江悠『日々ロック』 集英社〈ジャンプ ジェイ ブックス〉、全1巻 - 実写映画のノベライズ
  - 2014年11月16日第1刷発行（11月11日発売[集 8]）、ISBN 978-4-08-703338-0

## 映画
同名タイトルで、映画化作品が2014年11月22日に公開。TOKYO FM開局45周年記念作品。

### キャスト
- 日々沼拓郎 - 野村周平
- 宇田川咲 - 二階堂ふみ
- 草壁まもる - 前野朋哉
- 依田明 - 岡本啓祐（黒猫チェルシー）
- 新庄 - 落合モトキ
- 犬飼祐一郎 - 古舘佑太郎（The SALOVERS）
- 町田町子 - 喜多陽子
- 象徴さん - 蛭子能収
- 風間泉 - 毬谷友子
- 松本猛 - 竹中直人

### スタッフ
- 監督・脚本 - 入江悠
- 脚本 - 吹原幸太
- 撮影 - 谷川創平
- 編集 - 西潟弘記
- 音楽プロデューサー - いしわたり淳治
- 主題歌 - 爆弾ジョニー「終わりなき午後の冒険者」[3]
- 音楽 - 黒猫チェルシー
- 劇中楽曲提供 - The SALOVERS・滝善充（9mm Parabellum Bullet）・DECO*27・細身のシャイボーイ・ミサルカ・忘れらんねえよ
- 振付 - 堀向麻未
- 配給 - 松竹
- 制作プロダクション - 松竹撮影所
- 制作協力 - 松竹映像センター、オフィスアッシュ
- 製作 - 「日々ロック」製作委員会（松竹、TOKYO FM、ローソンHMVエンタテイメント、関西テレビ放送、プラチナムプロダクション）

### 受賞
- 第10回おおさかシネマフェスティバル[5][6]
  - 新人男優賞（野村周平、『クジラのいた夏』と合わせて）
- 第7回TAMA映画賞[7]
  - 最優秀新進男優賞（野村周平）[8]